# Mucronella
Mucronella es un género de hongos en la familia Clavariaceae. 

## Descripción
Los cuerpos fructíferos de las especies de Mucronella se asemejan a espinas colgantes, aisladas, dispersas o en grupos sin un subículo común (capa soporte del micelio). Su color va del blanco al amarillo y naranja. Mucronella posee un sistema de hifas monomítico —consistente solo de hifas generativas. Cada basidia (celdas que alojan a las esporas) aloja cuatro esporas con forma de mazo. Los cuerpos fructíferos por lo general son suaves con paredes delgadas, débilmente amiloides, y algo hialinos (translúcidos). Mucronella es el único género de Clavariaceae con esporas amiloides, y con cuerpos fructíferos con morfología de "espina colgante".

## Hábitat y distribución
Las especies de Mucronella son saprotróficas. Kartar Singh Thind y I.P.S. Khurana identificaron cinco especies del noroeste de los Himalayas, India, en 1974: M. bresadolae, M. calva, M. flava, M. subalpina, y M. pulchra.

## Especies

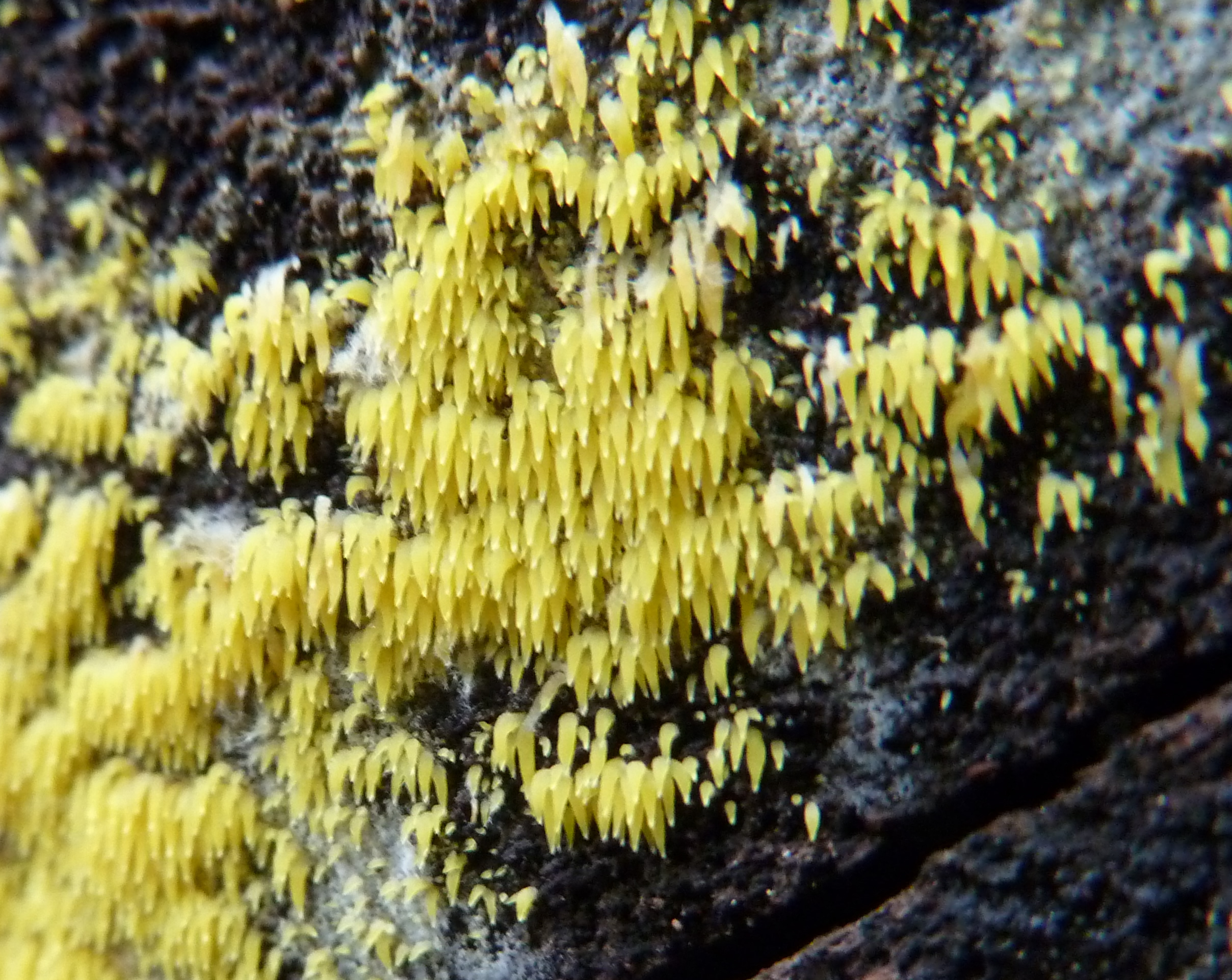
Mucronella flava

La versión de agosto del 2015 del Index Fungorum acepta 17 especies de Mucronella:
- Mucronella albidula (Corner) Berthier 1985
- Mucronella argentina Speg. 1898 – América del Sur
- Mucronella belalongensis P.Roberts 1998 – Brunei[5]
- Mucronella brasiliensis Corner 1950 – América del Sur
- Mucronella bresadolae (Quél.) Corner 1970
- Mucronella calva (Alb. & Schwein.) Fr. 1874
- Mucronella flava Corner 1953
- Mucronella fusiformis (Kauffman) K.A.Harrison 1972
- Mucronella minutissima Peck 1891[6]
- Mucronella pendula (Massee) R.H.Petersen 1980 – Australia
- Mucronella polyporacea Velen. 1922 – Europa
- Mucronella pulchra Corner 1970 – Pakistán[7]
- Mucronella pusilla Corner 1950
- Mucronella ramosa Lloyd 1922[8]
- Mucronella styriaca Maas Geest. 1977 – Europa[9]
- Mucronella subalpina K.S.Thind & Khurana 1974 – India[2]
- Mucronella togoensis Henn. 1897 – África[10]